# Amandus van Maastricht
Amandus van Maastricht, soms aangeduid als Amandus van Nantes, Amandus van Gent of Amandus van Elnone, bijnaam binnen de kerk Apostel der Franken (omgeving Nantes, ca. 600 – Saint-Amand-les-Eaux, ca. 680) was een zevende-eeuwse missiebisschop en stichter van kloosters en kerken in België, Noord-Frankrijk en Baskenland. Hij was enkele jaren bisschop van Maastricht en wordt vereerd als katholiek heilige.

## Beschikbare teksten

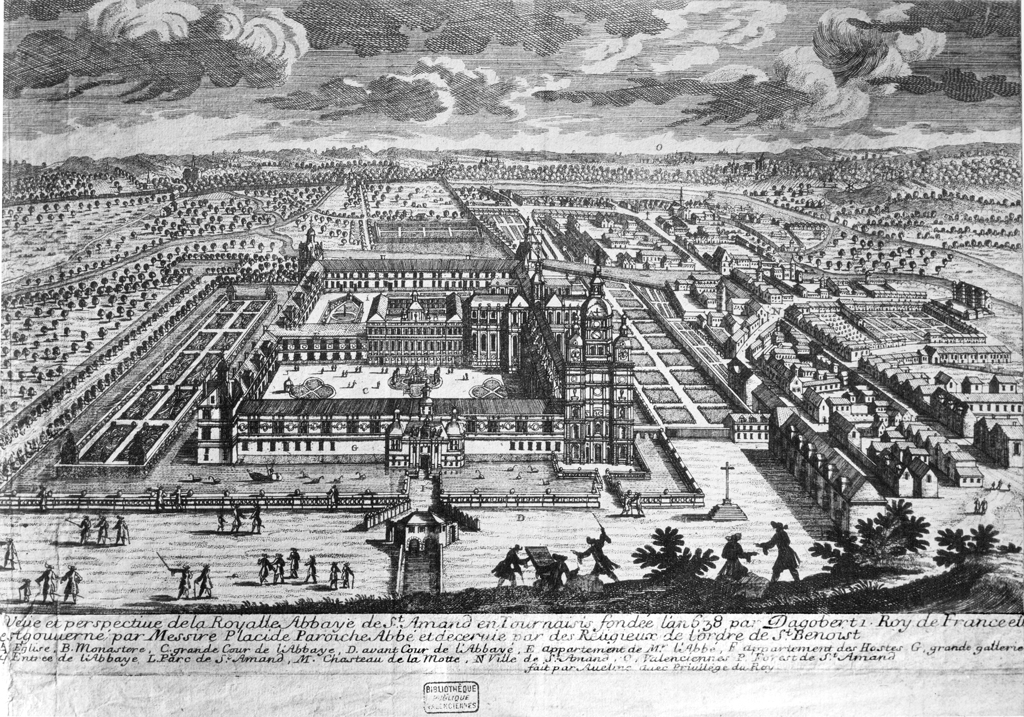
De Sint-Amandsabdij in Saint-Amand-les-Eaux in de 18e eeuw

Amandus geldt als de best gedocumenteerde rooms-katholieke ambtenaar uit de zevende eeuw, niet alleen door zijn bijna eigentijdse levensbeschrijving, maar ook door andere contemporaine teksten. Volgens de Belgische jezuïet en kerkhistoricus Édouard de Moreau, die met zijn in 1927 verschenen Saint Amand. Apôtre de la Belgique et du nord de la France het standaardwerk over Amandus schreef, zijn er over geen andere Belgische heilige uit de merovingische tijd zoveel historische bronnen beschikbaar. Deze voor de vroege middeleeuwen uitzonderlijke bronnenrijkdom is vooral te danken aan de nauwgezette, eeuwenlang volgehouden archiefvorming van de door Amandus gestichte Sint-Amandsabdij in Saint-Amand-les-Eaux.

## Afkomst en jonge jaren
Volgens de vroeg acht-eeuwse Vita Sancti Amandi (veel later vertaald in het Middelnederlands als Leven van Sint-Amandus) werd Amandus in Neder-Poitou in een adellijke familie geboren. Zoals vaker voorkwam bij zonen die geen erfopvolger waren, werd hij op ongeveer twintigjarige leeftijd monnik op het eiland Yeu, voor de kust van de Vendée. Van daaruit ging hij naar Bourges, waar hij onder leiding van de bisschop, de heilige Sint-Austragesilis, in een kluizenarij nabij de Kathedraal van Bourges enige jaren op water en brood in eenzaamheid zou hebben geleefd, studerend.
Na een bedevaart naar Rome werd hij in 628 in Frankrijk tot missiebisschop gewijd. Deze functie hield in dat men, ook door middel van geweld, mensen aanzette of dwong zich aan de Rooms-Ktholieke Kerk te onderwerpen. Onder de hoede van koning Chlotharius II begon hij eerst de bewoners van Gent te kerstenen, waarna hij zijn werkzaamheden uitbreidde over heel Vlaanderen. Aanvankelijk boekte hij weinig succes. Hij leed ontberingen en werd vervolgd zonder dat hij iets bereikte. Hij missioneerde in Vlaanderen langs de oevers van de Schelde. Daar stichtte hij een aantal kerken en kloosters, die later zouden uitgroeien tot de Sint-Pietersabdij en de Sint-Baafsabdij in Gent. Allowin, beter bekend als Sint-Bavo, trad toe tot het klooster, dat later zou uitgroeien tot abdij en naar hem zou worden genoemd.

## Groot bekeerder
Amandus stichtte ook het klooster van de Abdij van Elno (Latijn/Frans: Elnone of Elnon; oorspronkelijk de naam van het beekje Elnon bij het klooster). De abdij werd later de Sint-Amandsabdij, in Saint-Amand-les-Eaux. Dit stadje in het noorden van Frankrijk is eveneens naar hem genoemd.
Amandus uitte kritiek op de leefwijze van de Franse koning Dagobert I en werd om die reden van zijn grondgebieden verbannen. Dagobert vroeg hem nadien terug te komen en de opvoeding van de kroonprins op zich te nemen, maar Amandus weigerde. In 647 werd hij door koning Sigibert III benoemd tot bisschop van Maastricht, maar al na enkele jaren vroeg hij aan Paus Martinus I om van deze plicht ontslagen te worden, vanwege de tegenwerking van de lokale clerus.
In deze periode stichtte hij ook diverse kloosters en kerken, met hulp van de Merovingische adel, waarmee hij nauwe banden onderhield. Amandus was de persoonlijke raadsman van de later eveneens heilig verklaarde Itta of Ida van Nijvel, afkomstig uit hoge bestuurlijke kringen, echtgenote van de hofmeier Pepijn van Landen en moeder van twee dochters die ook heilig werden verklaard. Begga, de oudste dochter van Ida, stichtte de abdij van Andenne. Ida stichtte ook zelf een aantal kloosters, waaronder de abdij van Nijvel, waar haar dochter Gertrudis van Nijvel abdis werd.
Aan het eind van zijn leven missioneerde Amandus in Baskenland en/of Gascogne, waar hij aan het begin van zijn carrière vruchteloze pogingen had ondernomen de bewoners te bekeren. Deze tweede onderwerpingsexpeditie werd uitgevoerd nadat ondersteuning was gezocht en verkregen bij Frankische heersers, die er met militaire bijstand voor zorgden dat het 'missioneringswerk' hand in hand ging met de gewelddadige onderwerping van de bewoners van Baskenland aan het Frankische gezag. In de regel voerde zulke vormen van samenwerking tussen kerk en wereldlijke macht tot een gezamenlijke onderwerping van de bevolking in het betreffende gebied en een kruislingse legitimatie van het gezag van de ander.
Amandus bracht zijn laatste jaren door in het door hemzelf gestichte klooster van Saint-Amand-les-Eaux, waar hij ook stierf.

### Invloed
Volgens de Nederlandse kerkhistoricus Régis de la Haye had Amandus binnen de toenmalige Gallische kerk een grote  impact. Hij was niet eenvoudigweg missionaris maar een goed opgeleide hoge kerkelijk functionaris uit een adellijke familie met veel contacten die vele streken in West-Europa doorkruiste en in opdracht van het centrale gezag diverse kerken en abdijen stichtte. Hij was enige tijd bisschop van Maastricht, kende meer dan dertig bisschoppen van Gallië persoonlijk en had contact met diverse koningen, en kreeg van paus Martinus I een belangrijke opdracht. Zijn naam en werk werd na zijn dood levend gehouden, zowel door rooms-katholieke geschiedschrijving als in de liturgie, tot in streken waar hij zelf waarschijnlijk nooit geweest is (Scandinavië en Polen).

## Nalatenschap

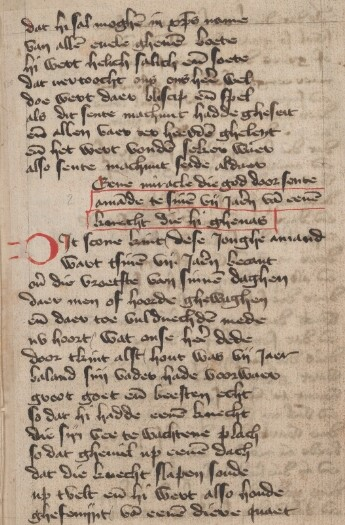
Fragment uit het manuscript Leven van Sint-Amandus, Gilles de Wevel, midden 15e eeuw (Universiteitsbibliotheek Gent)

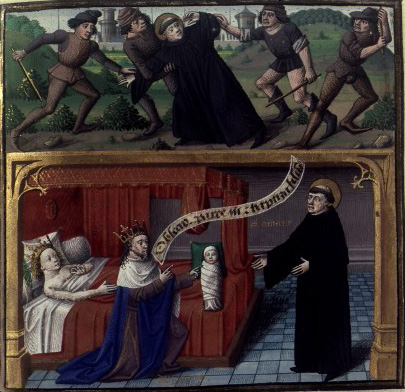
Amandus en Dagobert in een 15e-eeuws handschrift

### Vita Sancti Amandi
De Vita Sancti Amandi is een tekst uit het begin van de achtste eeuw, die in het verleden werd toegeschreven aan de monnik Baudemundus (of Baudemond), een leerling van Amandus en opvolger van Florbertus als abt van de Sint-Pietersabdij. Deze tekst werd uitgebreid door Philippe, abt van Aumône (in het departement Loir-et-Cher). Er bestaan een aantal afschriften van de eerste levensbeschrijving van Amandus, onder andere het oudste handschrift 224 (f° 1-65) uit het midden van de negende eeuw in de Universiteitsbibliotheek Gent en de handschriften 502 (tweede helft van de 11e eeuw), 501 (Vie et miracles de St.-Amand) en 500 (beide tweede helft 12e eeuw) in de bibliotheek te Valenciennes. Handschrift 501 bevat bijzondere miniaturen, onder andere met Amandus en de vermeende schrijver Baudemond.
De universiteitsbibliotheek van Gent bewaart een afschrift van een Middelnederlandse vertaling van de vita uit de 15e eeuw, het Leven van Sint-Amandus (hs 542, f° 1-236). Het is geschreven door Gillis De Wevel, die het strofisch gedicht van 12467 verzen afwerkte. In 1842 werd het in druk uitgegeven door Ph. Blommaert.
Behalve de vroege datering en de coherente inhoud van de Vita Prima (eerste biografie), vormen ook een brief van paus Martinus I uit ca. 649 en het overgeleverde testament van Amandus een basis voor de authenticiteit van de Vita Sancti Amandi. Wat niet betekent dat ook de er in beschreven feiten werkelijk (zo) hebben plaatsgevonden.
In 1976 werd in een bibliotheek in Innsbruck een fragment van een tekst ontdekt, dat op paleografische gronden te dateren is in de achtste eeuw, waarschijnlijk in het begin van die eeuw, en zou daarmee ouder kunnen zijn dan de Vita Prima. De in Innsbruck ontdekte tekst werd Vita Antiqua gedoopt en heeft mogelijk gediend als bron voor de Vita Prima. Diverse wetenswaardigheden over het leven van Amandus in de Vita Antiqua ontbreken in de Vita Prima, zoals zijn geboorte in de streek Herbauge, zijn verblijf in Tours vóór zijn verblijf in Bourges, de terugkeer uit Rome met Bijbels en handschriften, en de oversteek naar Engeland om de Saksen aan de leer van de kerk te onderwerpen.

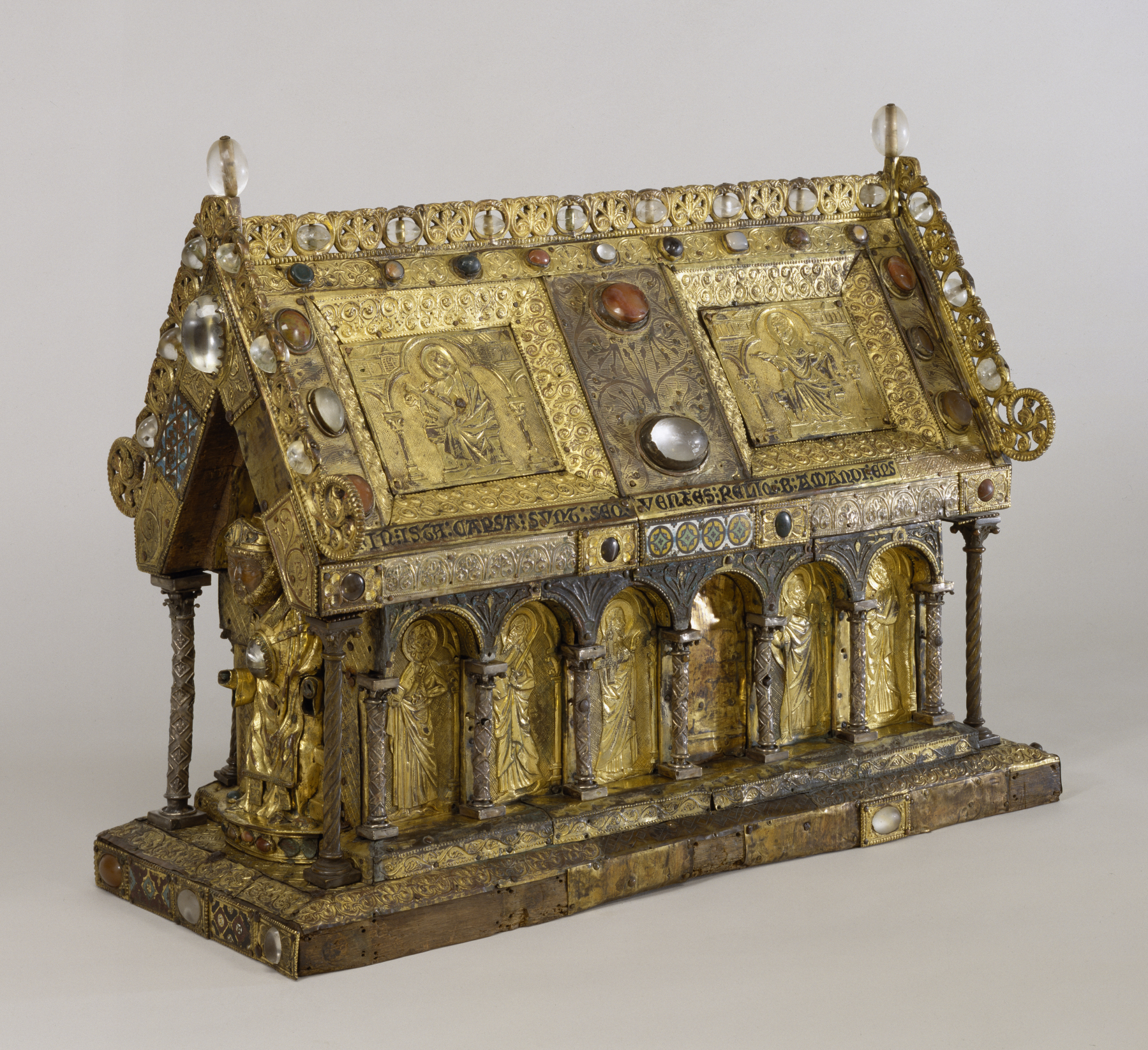
Amandusschrijn, Walters Art Museum, Baltimore (VS)

### Verering
Amandus' feestdag werd vroeger in het bisdom Luik gevierd op 26 oktober, tegenwoordig overal op 6 februari. In alle katholieke kerken van het bisdom Gent staat zijn feestdag op de heiligenkalender. Hij is patroonheilige van heel Vlaanderen, maar ook van plaatsen als Beernem, Denderleeuw, Hooglede, Roeselare, Wingene en Sint-Amands. Amandus is ook de schutspatroon voor wijnhandelaren, bierbrouwers, apothekers, herbergiers en kruideniers. Amandus wordt aangeroepen tegen reuma, verlamming, jicht, koorts, stuipen, huidaandoeningen, epilepsie en dierziekten.
Amandus wordt vaak afgebeeld met een draak, die de heidense rituelen voorstelt die Amandus bestreed. De draak ligt aan zijn voeten en bijt soms in zijn staf. Soms maakt hij een gevangene los uit zijn ketenen. Hij heeft als attribuut dus ook wel ketenen of tralies. Af en toe kronkelt er om zijn staf een slang, die hij volgens de Vita Sancti Amandi als jonge monnik verjaagd heeft met behulp van een kruisteken.
Relikwieën van Amandus worden bewaard in vele kerken en schatkamers, onder andere in de Sint-Amanduskerk te Wezeren (Vlaams-Brabant), in de Sint-Elooiskerk in Kortrijk, en in de Sint-Petrus-en-Pauluskerk in Oberammergau. Het beroemdste reliekschrijn, een vroeg-13e-eeuws werkstuk van edelsmeedkunst afkomstig uit de Sint-Amandsabdij, bevindt zich tegenwoordig in het Walters Art Museum in Baltimore.

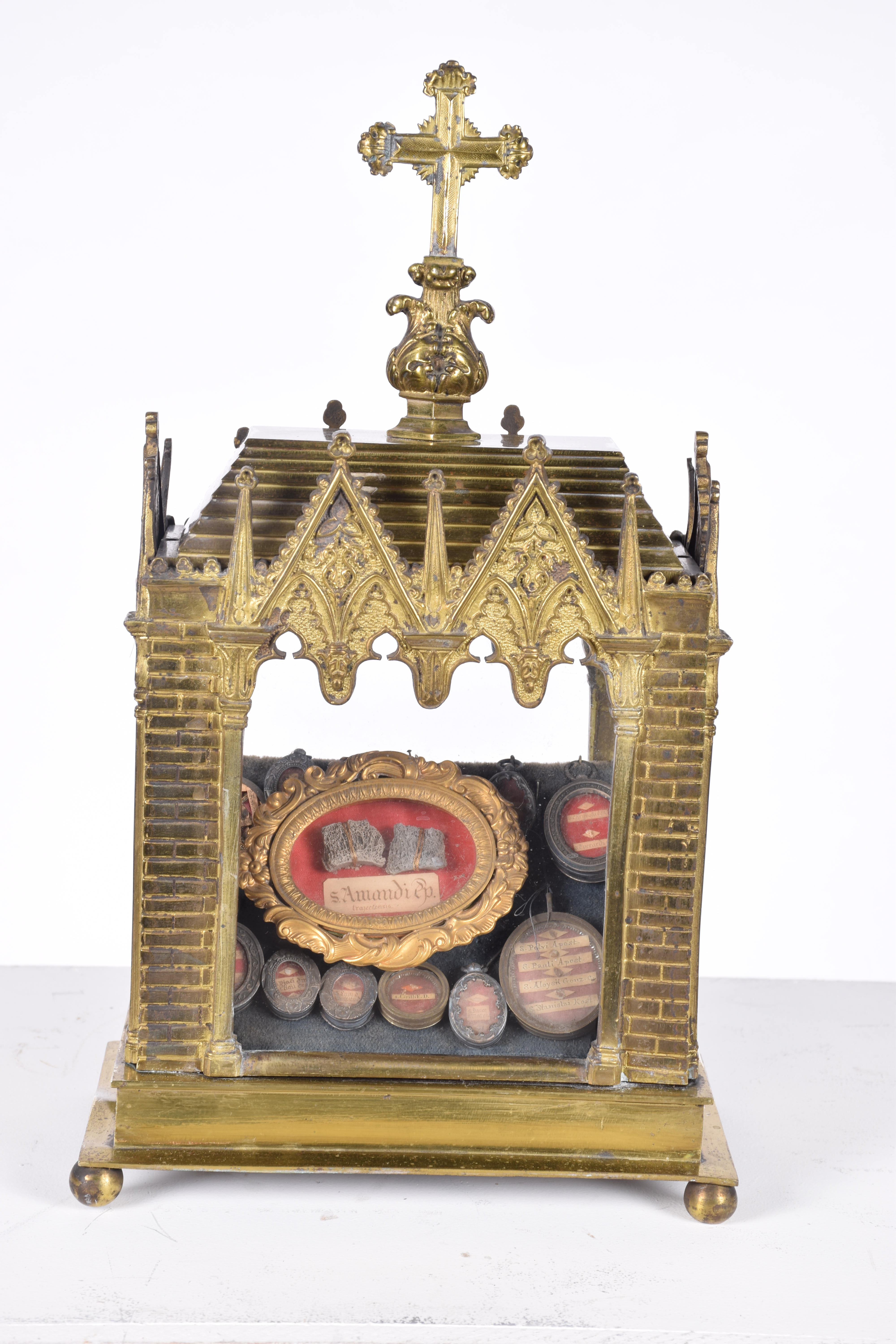
Reliekschrijn Sint-Amandus, Sint-Elooiskerk, Kortrijk (B)
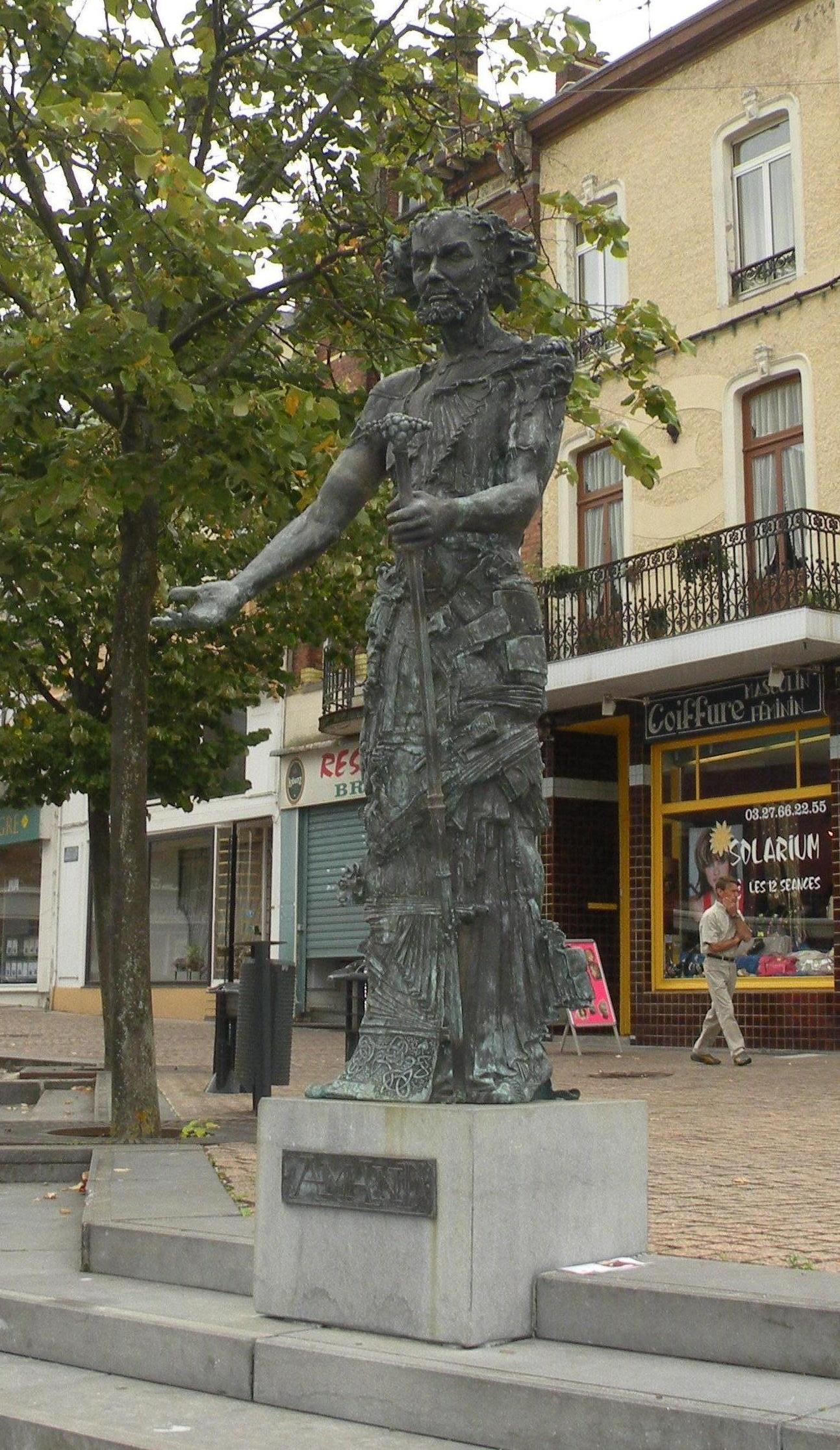
Amandus in Hautmont (F)
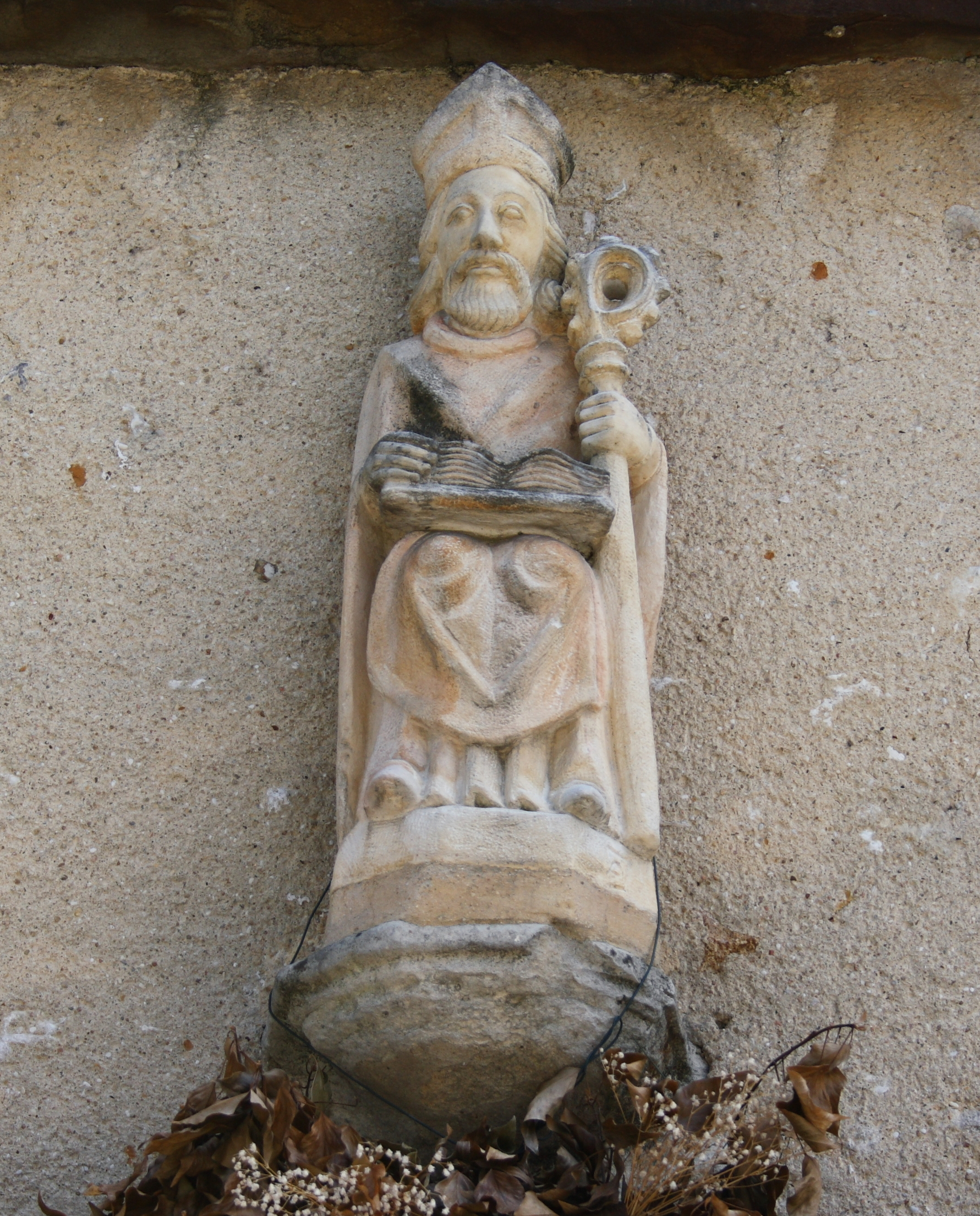
Amandus, Thormery (F)
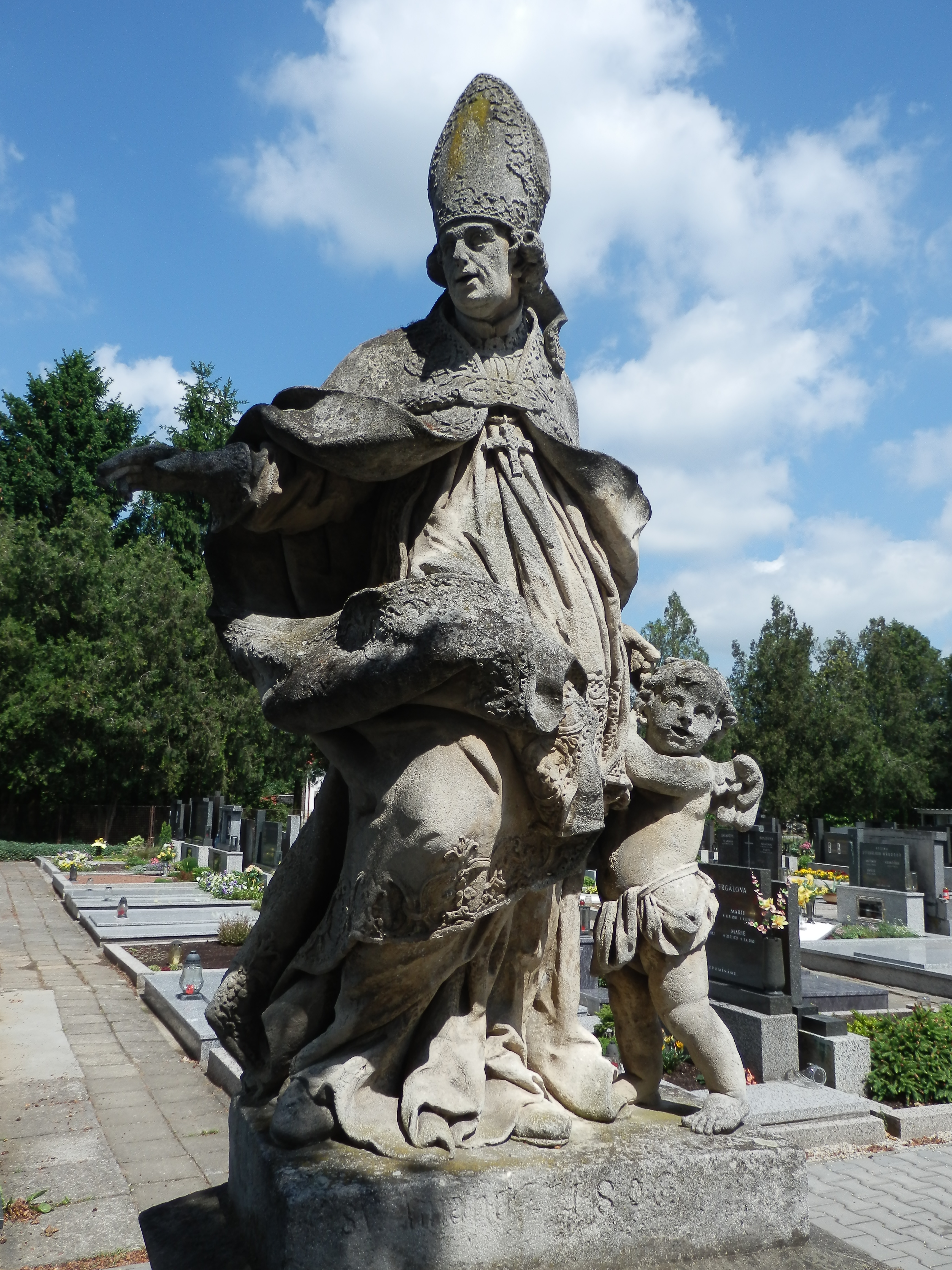
Amandus in Troubky (Tsjechië)

### Sint-Amanduskerken
In Vlaanderen, Noord-Frankrijk, Duitsland, Baskenland en ook elders in Europa is een groot aantal kerken en kapellen aan de heilige Amandus gewijd. In de Kortrijkse wijk Overleie is het centrale plein naar deze heilige genoemd, het Sint-Amandsplein. In dezelfde wijk bevindt zich het Sint-Amandscollege (1833-2013), tot 1796 Sint-Amandsproosdij. In het centrum van Brugge herinnert de Sint-Amandsstraat aan de in 1817 afgebroken Sint-Amandskapel. 

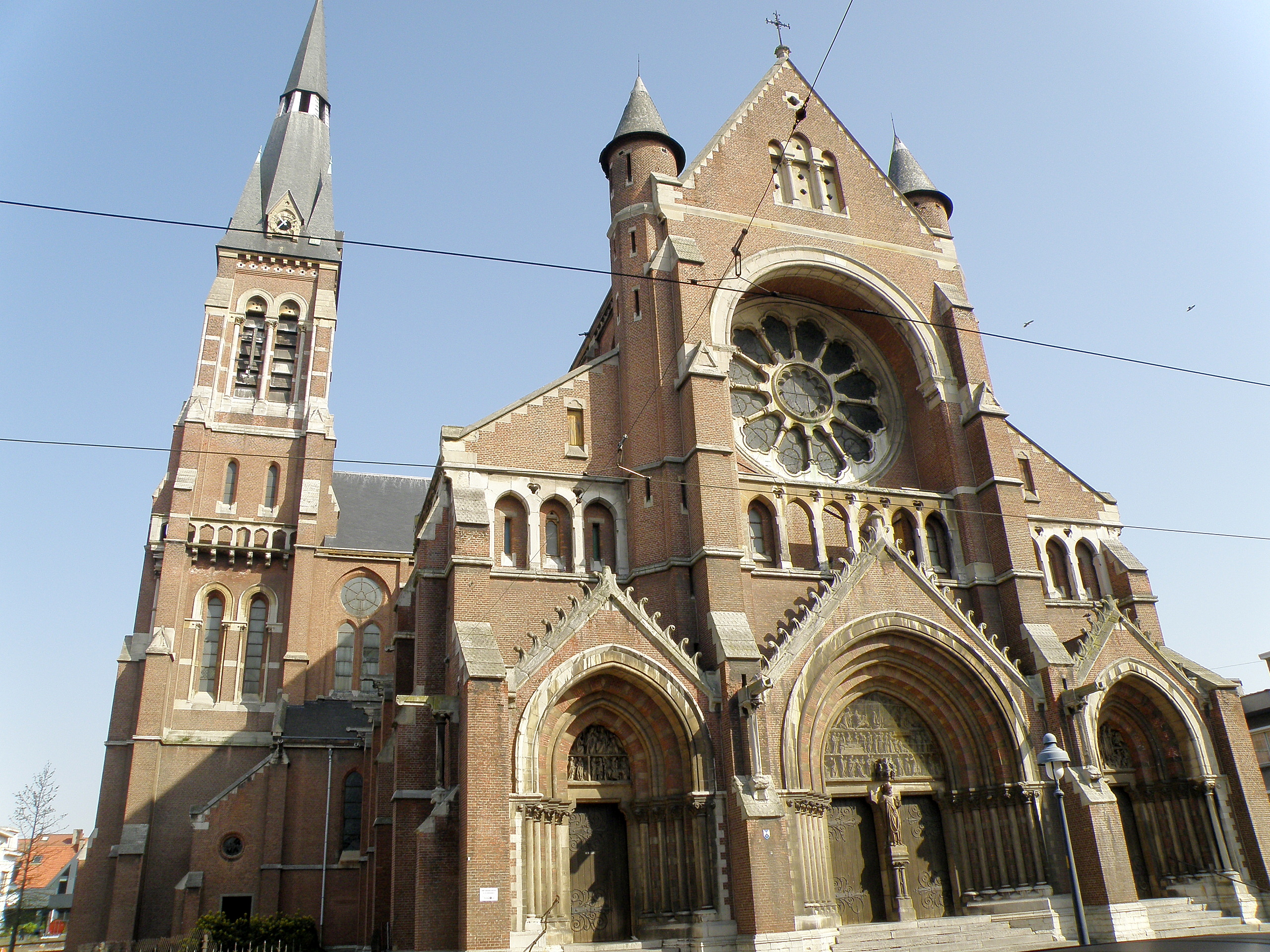
St-Amanduskerk, Antwerpen (B)
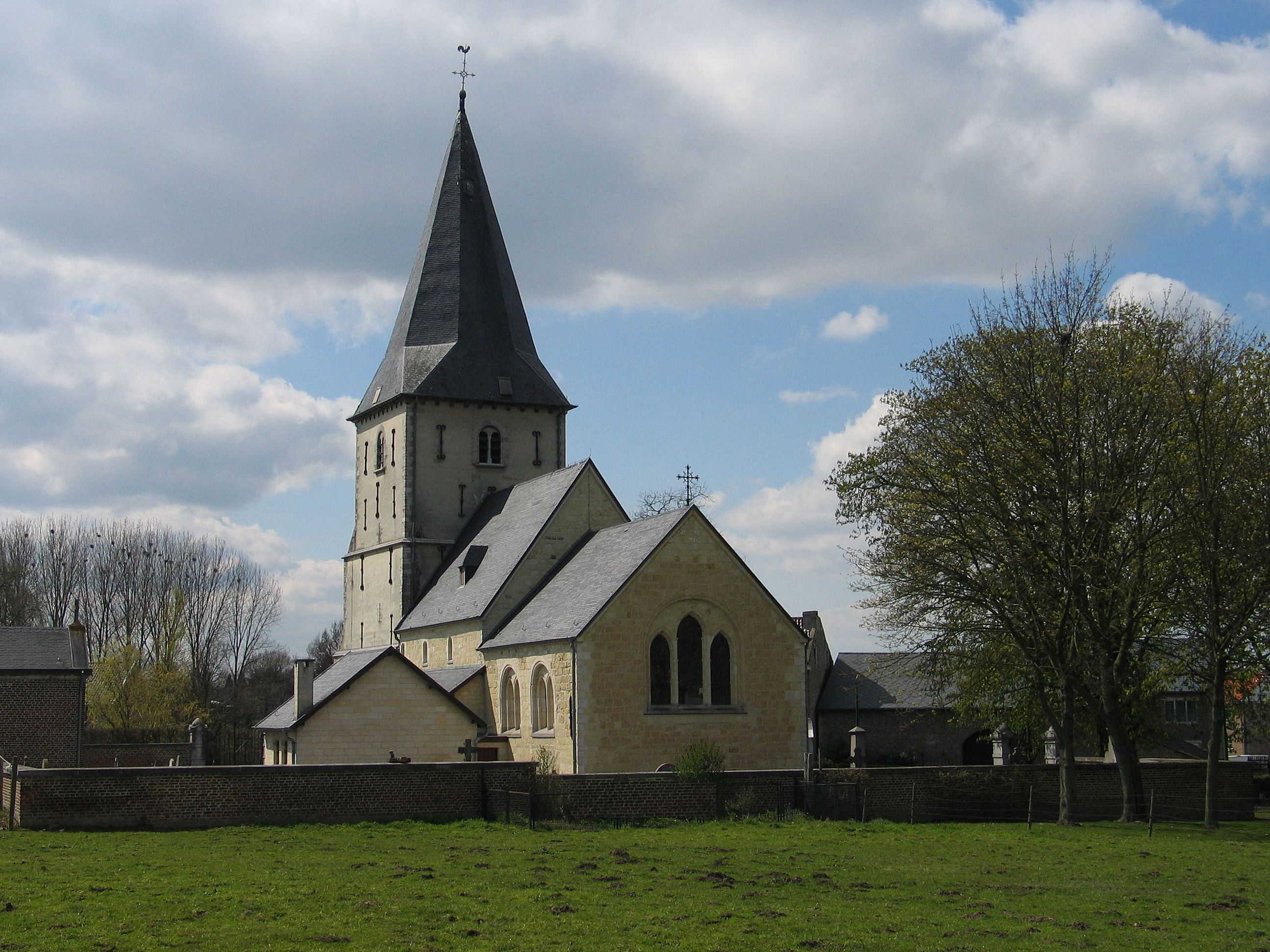
St-Amanduskerk, Wezeren (B)
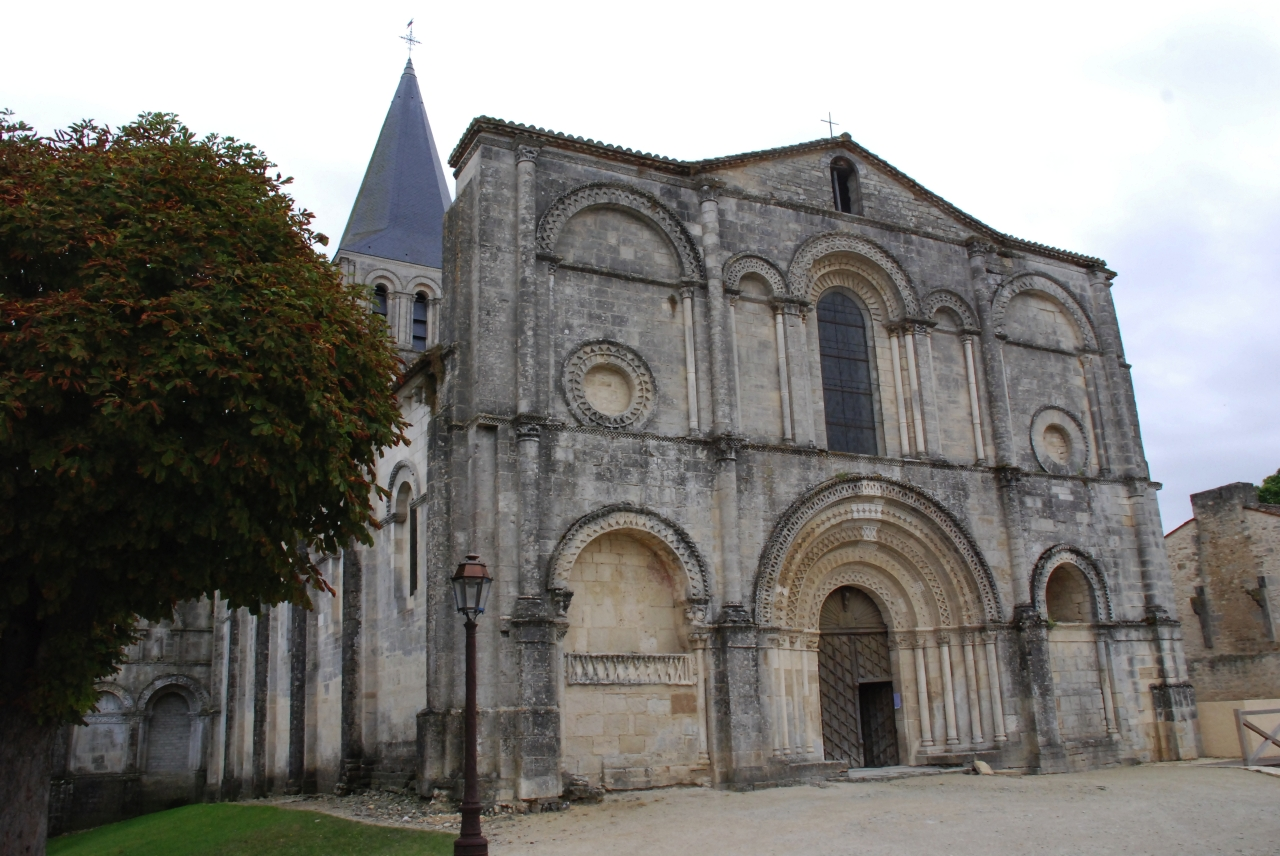
St-Amanduskerk, Saint-Amant-de-Boixe (F)
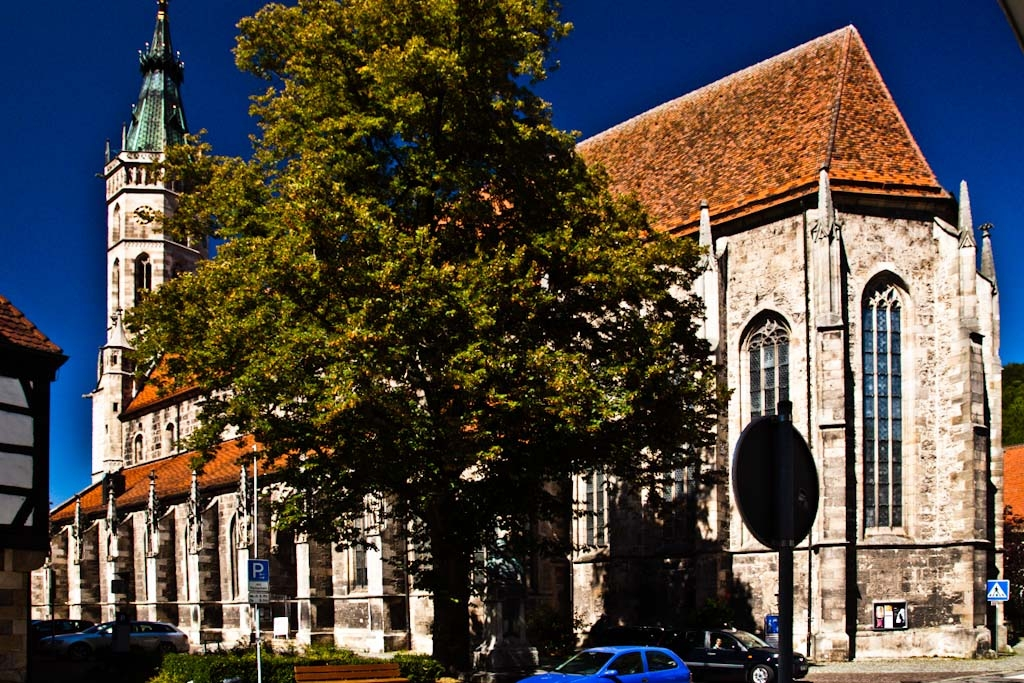
St-Amanduskerk, Bad Urach (D)